# Sphaeramia
Genre
Sphaeramia est un genre de poisson de la famille des Apogonidae.

## Liste des espèces
Selon FishBase :
- Sphaeramia nematoptera (Bleeker, 1856) - Apogon pyjama
- Sphaeramia orbicularis (Cuvier, 1828) - Apogon orbiculaire

## Galerie

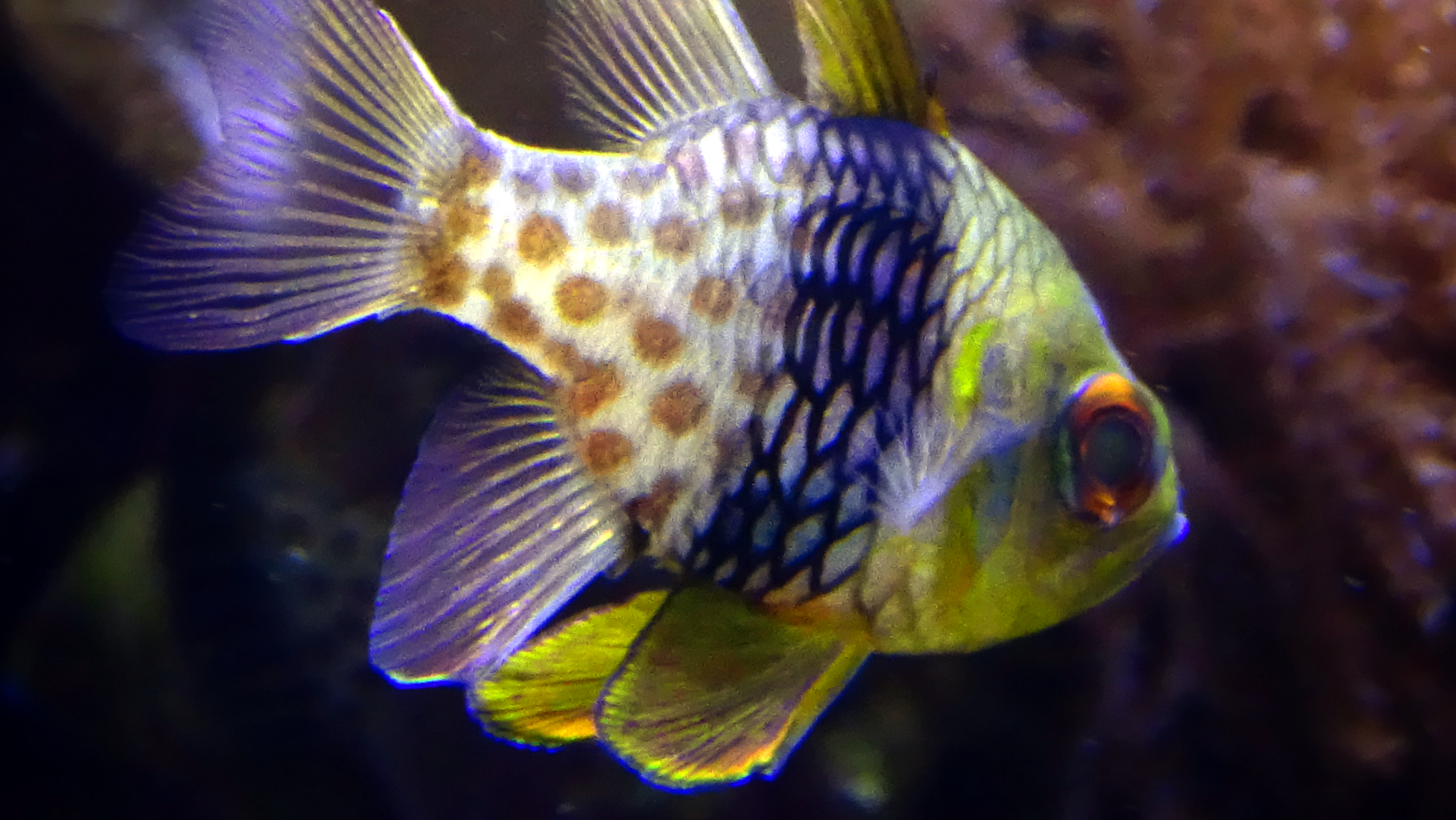
Sphaeramia nematoptera
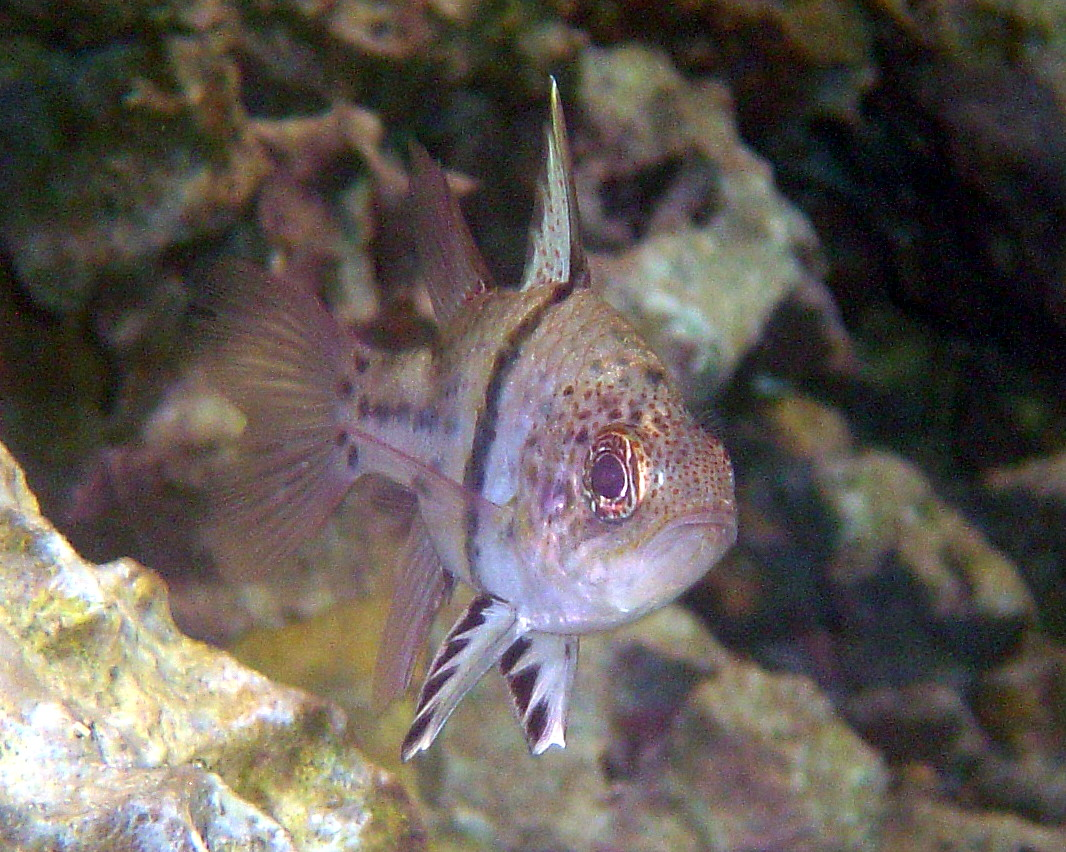
Sphaeramia orbicularis